# 25 maja
25 maja jest 145. (w latach przestępnych 146.) dniem w kalendarzu gregoriańskim. Do końca roku pozostaje 220 dni.

## Święta
- Imieniny obchodzą: Aldhelm, Beda, Borzysław, Dionizy, Grzegorz, Heladia, Heladiusz, Imisława, Joanna, Leon, Leona, Magda, Magdalena, Marcjana, Mariusz, Wenerand i Zenobiusz
- Argentyna – Rocznica Rewolucji
- Fani Douglasa Adamsa – Dzień Ręcznika
- Liban – Dzień Wyzwolenia Południowego Libanu
- Międzynarodowe:
  - Międzynarodowy Dzień Dziecka Zaginionego (ustanowione przez UE, w Polsce pod patronatem Fundacji Itaka)
  - Rozpoczyna się Tydzień Solidarności z Ludami Zamieszkującymi Niesamorządne Terytoria (do 31 maja, ustanowione przez Zgromadzenie Ogólne ONZ)
- Organizacja Jedności Afrykańskiej – Dzień Afryki (upamiętniające powstanie OJA 25 maja 1963)
- Sudan – Rocznica Rewolucji Majowej
- Unia Afrykańska – Dzień Wyzwolenia Afryki
- Wspomnienia i święta w Kościele katolickim[1][2] obchodzą:
  - św. Beda Czcigodny (zakonnik, kapłan i doktor Kościoła)
  - św. Grzegorz VII (papież)
  - św. Maria Magdalena de’ Pazzi (karmelitanka)

## Wydarzenia w Polsce
- 1223 – Ujazd otrzymał prawa miejskie.
- 1243 – W bitwie pod Suchodołem popierające księcia krakowskiego i sandomierskiego Bolesława V Wstydliwego wojska Małopolan i posiłki węgierskie pod wodzą Klemensa z Ruszczy rozbiły wojska Konrada I Mazowieckiego, wspieranego przez hufce Mieszka II Otyłego i Przemysła I.
- 1455 – Wojna trzynastoletnia: zwycięstwo wojsk polskich nad pruskim pospolitym ruszeniem w bitwie pod Iławą.
- 1457 – Król Kazimierz IV Jagiellończyk nadał Gdańskowi tzw. „Wielki Przywilej”.
- 1477 – Wit Stwosz rozpoczął w Krakowie pracę nad Ołtarzem Mariackim.
- 1520 – Wojna polsko-krzyżacka (1519-21): wojska hetmana wielkiego koronnego Mikołaja Firleja zdobyły zamek krzyżacki w Pokarminie (Brandenburgu). Tego samego dnia pierwsze oddziały koronne dotarły pod Królewiec.
- 1609 – Zakończył się proces przenoszenia dworu królewskiego i „de facto” stolicy Polski z Krakowa do Warszawy.
- 1702 – III wojna północna: wojska szwedzkie zajęły Zamek Królewski w Warszawie, urządzając w nim szpital na 500 łóżek, a w Sali Poselskiej i pokojach ministrów stajnie.
- 1792 – Stanisław August Poniatowski nadał Gieranonom prawo magdeburskie i herb miejski.
- 1847 – Wielka powódź w Żorach.
- 1863 – Powstanie styczniowe: porażka powstańców w bitwie pod Horkami.
- 1931 – Powstał Związek Związków Zawodowych.
- 1940:
  - Jan Skorobohaty-Jakubowski został tymczasowo Delegatem Rządu na Kraj.
  - W Wojsławicach w województwie lubelskim oddział SS rozstrzelał 12 Polaków, a 100 zostało wywiezionych do Niemiec.
- 1942 – 270 Żydów zostało rozstrzelanych w Kiwercach na Wołyniu przez niemieckie SD i żandarmerię oraz policję ukraińską.
- 1944 – Grupa dywersyjna Podokręgu Rzeszów AK dokonała na ul. Batorego w Rzeszowie udanego zamachu na gestapowców Friedericha Pottebauma i Hansa Flaschkego.
- 1948 – W więzieniu na Rakowieckiej w Warszawie wykonano wyrok śmierci na rotmistrzu Witoldzie Pileckim.
- 1960 – Premiera filmu Do widzenia, do jutra w reżyserii Janusza Morgensterna.
- 1975 – W Warszawie zakończył się 27. Wyścig Pokoju. Po raz czwarty i ostatni w swej karierze zwyciężył Ryszard Szurkowski.
- 1979 – Premiera filmu science fiction Test pilota Pirxa w reżyserii Marka Piestraka.
- 1987 – w Kole doszło do zawalenia się fragmentu ratusza miejskiego.
- 1990 – Polska złożyła w Brukseli oficjalny wniosek o rozpoczęcie negocjacji w sprawie umowy o stowarzyszeniu z Unią Europejską.
- 1997 – Odbyło się referendum w sprawie przyjęcia nowej Konstytucji RP.
- 2006 – Rozpoczęła się podróż apostolska papieża Benedykta XVI do Polski.
- 2009 – Wystartowało Radio Wnet (jako serwis społecznościowy i radio internetowe).
- 2014 – Odbyły się wybory do Parlamentu Europejskiego.

## Wydarzenia na świecie

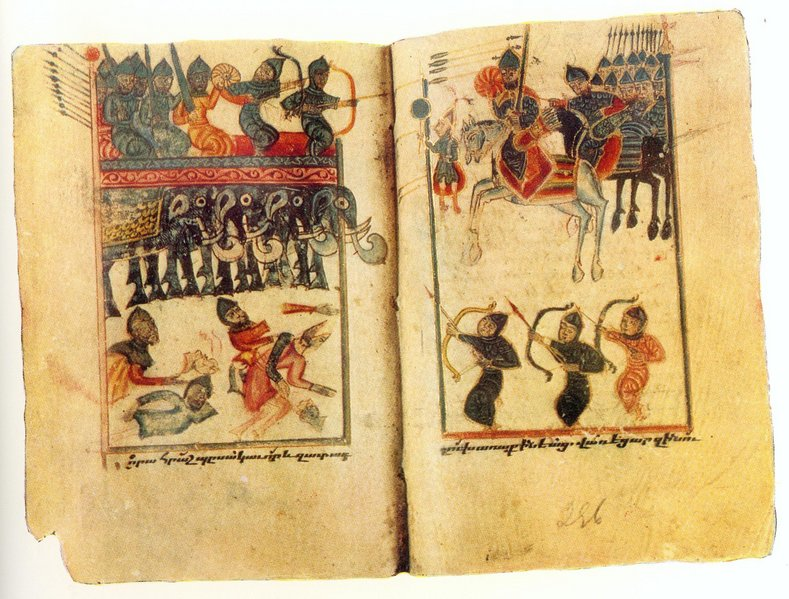
Bitwa pod Awarajr na rycinie z XV wieku

- 541 – Eraryk został królem Ostrogotów.
- 1085 – Rekonkwista: król Kastylii i Leónu Alfons VI wyzwolił Toledo spod panowania Maurów.
- 1206 – Król Anglii Jan bez Ziemi wydał pierwszy list kaperski Francuzowi Eustachemu Buskesowi, zwanemu Mnichem Eustachym.
- 1420 – Infant Henryk Żeglarz, trzeci syn króla Portugalii Jana I Dobrego, został wielkim mistrzem Zakonu Rycerzy Chrystusa.
- 1539 – W święto Zesłania Ducha Świętego Marcin Luter wygłosił kazanie w kościele św. Tomasza w Lipsku, co oznaczało zwycięstwo reformacji w mieście i okolicach.
- 1555 – Antoni de Burbon-Vendôme i Joanna d’Albret zostali współmonarchami Nawarry.
- 1571 – Stefan Batory został księciem Siedmiogrodu.
- 1632 – Wojna trzydziestoletnia: Albrecht von Wallenstein odbił Pragę z rąk saskich.
- 1659 – Richard Cromwell ustąpił ze stanowiska Lorda Protektora Anglii i Szkocji.
- 1676 – Wojna duńsko-szwedzka (1675-79): nierozstrzygnięta bitwa morska u przylądka Jasmund.
- 1698 – Erupcja Wezuwiusza.
- 1720 – Do portu w Marsylii przypłynął z Bliskiego Wschodu statek, którego chorująca załoga wywołała dwuletnią epidemię dżumy z ponad 40 tys. ofiar śmiertelnych.
- 1734 – Wojna o sukcesję polską: zwycięstwo wojsk hiszpańskich nad austriackimi w bitwie pod Bitonto.
- 1787 – W Filadelfii zwołano Zgromadzenie Konstytucyjne, które przygotowało projekt amerykańskiej ustawy zasadniczej.
- 1798 – Rewolucja irlandzka: zwycięstwo wojsk brytyjskich w bitwie pod Carlow.
- 1809 – V koalicja antyfrancuska: nierozstrzygnięta I bitwa pod Bergisel pomiędzy powstańcami tyrolskimi a sprzymierzonymi z Francuzami wojskami bawarskimi.
- 1810 – Rewolucja majowa: w Argentynie powołano pierwszy rząd niezależny od władz hiszpańskich.
- 1821 – Klemens Lothar von Metternich został kanclerzem Cesarstwa Austrii.
- 1833 – Uchwalono konstytucję Chile.
- 1842:
  - Austriacki fizyk Christian Andreas Doppler zaprezentował w Pradze swoją pracę O kolorowym świetle gwiazd podwójnych i niektórych innych ciałach niebieskich, w której opisał zjawisko nazwane później efektem Dopplera.
  - Został intronizowany XI Dalajlama Khedrub Gjaco.
- 1846 – Ludwik Napoleon Bonaparte zbiegł z twierdzy Ham, w której był osadzony za próbę przeprowadzenia zamachu stanu i udał się do Anglii.
- 1850 – Do londyńskiego zoo przywieziono pierwszego hipopotama nilowego.
- 1862 – Wojna secesyjna: zwycięstwo Konfederatów w I bitwie pod Winchester.
- 1865 – Około 300 osób zginęło w wyniku wybuchu składu amunicji w mieście Mobile w amerykańskim stanie Alabama.
- 1870 – W Paryżu odbyła się premiera baletu Coppélia z muzyką Léo Delibesa.
- 1871 – Podczas dławienia Komuny Paryskiej spłonął Teatr Porte-Saint-Martin.
- 1873 – Spłonęła Opera Królewska w Valletcie na Malcie.
- 1881 – Ustanowiono hymn Wenezueli.
- 1895:
  - Irlandzki literat Oscar Wilde został skazany na dwa lata ciężkich robót za homoseksualizm.
  - Tang Jingsong został pierwszym prezydentem Republiki Tajwanu.
- 1898:
  - Uruchomiono komunikację tramwajową we francuskim Bourges.
  - Założono najstarszy na Słowacji klub piłkarski Tatran Preszów (jako ETVE Preszów).
- 1900 – W Montevideo otwarto Stadion Gran Parque Central.
- 1901 – W Buenos Aires założono klub sportowy River Plate.
- 1910 – Bracia Orville i Wilbur Wright odbyli jedyny wspólny lot samolotem, który był zarazem ostatnim w życiu Wilbura.
- 1911 – Zgodnie z umową w Ciudad Juárez ze stanowiska ustąpił wieloletni dyktator Meksyku Porfirio Díaz.
- 1913:
  - Niemiecki seryjny morderca Peter Kürten („wampir z Düsseldorfu“) podczas włamania do gospody pod nieobecność właścicieli zamordował ich 13-letnią córkę – swoją pierwszą z 9 ofiar. Pozostałych morderstw dokonał w 1929 roku.
  - Oficer austro-węgierskiego kontrwywiadu i jednocześnie agent rosyjski Alfred Redl popełnił samobójstwo po tym, jak poprzedniego dnia został zdemaskowany.
- 1915:
  - I wojna światowa: zakończyła się nierozstrzygnięta II bitwa pod Ypres.
  - Chiny zgodziły się na 21 żądań japońskich.
  - W Wielkiej Brytanii powstał drugi rząd Herberta Henry’ego Asquitha.
- 1919 – W norweskim Bergen otwarto Brann Stadion.
- 1921 – The Custom House w Dublinie został zajęty i podpalony przez członków IRA.
- 1922:
  - Włodzimierz Lenin doznał pierwszego z serii udarów mózgu, które uczyniły go niezdolnym do sprawowania władzy.
  - Z Southampton do Nowego Jorku wypłynął w swój dziewiczy rejs transatlantyk RMS „Laconia”.
- 1923 – 2200 osób zginęło w trzęsieniu ziemi o sile 5,7 stopnia w skali Richtera w mieście Torbat-e Hejdarije w Iranie.
- 1926 – W Paryżu agent radzieckiego OGPU Szolem Szwarcbard zastrzelił prezydenta Ukraińskiej Republiki Ludowej na uchodźstwie Symona Petlurę.
- 1928 – Sterowiec Italia rozbił się na biegunie północnym.
- 1933:
  - Gwardia Palatyńska objęła straż w bazylice św. Jana na Lateranie.
  - W Mińsku otwarto Narodowy Akademicki Teatr Opery i Baletu.
- 1934 – Premiera amerykańskiego filmu kryminalnego W pogoni za cieniem w reżyserii W.S. Van Dyke’a.
- 1935 – Podczas zawodów w Ann Arbor amerykański lekkoatleta Jesse Owens ustanowił trzy i wyrównał jeden rekord świata.
- 1938:
  - Otwarto Stadion Monumental w Buenos Aires.
  - Wojna domowa w Hiszpanii: 313 osób zginęło w nalocie bombowym na Alicante, przeprowadzonym przez walczące po stronie nacjonalistów lotnictwo włoskie.
- 1940 – Kampania francuska: zwycięstwo wojsk niemieckich w bitwie o Boulogne (22-25 maja).
- 1942 – Padł pierwszy klaps na planie najlepszego melodramatu wszech czasów Casablanca w reżyserii Michaela Curtiza.
- 1943:
  - Bitwa o Atlantyk: u wybrzeży Islandii został zatopiony przez amerykański bombowiec Consolidated PBY Catalina niemiecki okręt podwodny U-467 wraz z całą, 46-osobową załogą.
  - Kampania śródziemnomorska: u wybrzeży Algierii brytyjska korweta HMS „Vetch” zatopiła bombami głębinowymi niemiecki okręt podwodny U-414 wraz z całą, 47-osobową załogą.
- 1944:
  - II wojna chińsko-japońska: zwycięstwo wojsk japońskich w bitwie o środkowy Henan (19 kwietnia-25 maja).
  - Bitwa o Atlantyk: u wybrzeży Norwegii brytyjski bombowiec Consolidated B-24 Liberator zaatakował bombami głębinowymi niemiecki okręt podwodny U-990 (na pokładzie którego znajdowało się dodatkowo 21 uratowanych członków załogi U-476), w wyniki czego zginęło 20 spośród 71 osób na pokładzie.
  - Rozpoczęła się niemiecka operacja „Rösselsprung” – nieudana próba zgładzenia Josipa Broza Tity oraz zniszczenia sztabu Naczelnego Wojska Ludowowyzwoleńczego i Oddziałów Partyzanckich Jugosławii.
- 1945:
  - Premiera amerykańskiego horroru Porywacz ciał w reżyserii Roberta Wise’a.
  - Zwycięstwem Narodowej Armii Wyzwolenia Jugosławii nad chorwackimi ustaszami i domobranami zakończyła się bitwa pod Odżakiem (19 kwietnia-25 maja), uważana za ostatnie starcie zbrojne II wojny światowej w Europie.
- 1946 – Jordania uzyskała niepodległość (od Wielkiej Brytanii).
- 1951 – Na atolu Eniwetok Amerykanie przeprowadzili próbny wybuch atomowy w ramach operacji „Greenhouse”.
- 1953 – Na amerykańskim poligonie atomowym Nevada Test Site z działa M65 Atomic Annie wystrzelono po raz pierwszy pocisk atomowy.
- 1955:
  - 80 osób zginęło, a 273 zostały ranne w wyniku przejścia tornada nad miastem Udall w amerykańskim stanie Kansas.
  - Brytyjska wyprawa zdobyła po raz pierwszy szczyt Kanczendzongi w Himalajach, trzeciej najwyższej góry świata.
- 1960 – Otwarto Muzeum Sztuki Japońskiej Tikotin w izraelskiej Hajfie.
- 1961:
  - Król Jordanii Husajn ibn Talal poślubił swą drugą żonę, Angielkę Antoinette Avil Gardine.
  - Prezydent USA John F. Kennedy powołał jednostkę specjalną marynarki wojennej US Navy SEALs.
  - Program Apollo: John F. Kennedy przedstawił w czasie przemówienia w Kongresie projekt wysłania do końca dekady człowieka na Księżyc i jego bezpiecznego sprowadzenia na Ziemię.
- 1963 – W stolicy Etiopii Addis Abebie powołano Organizację Jedności Afrykańskiej.
- 1969:
  - Dżafar Muhammad an-Numajri został prezydentem Sudanu.
  - Premiera amerykańskiego dramatu filmowego Nocny kowboj w reżyserii Johna Schlesingera.
  - Został aresztowany amerykański seryjny morderca Jerome Brudos.
- 1973 – Ukazał się debiutancki album Mike’a Oldfielda Tubular Bells.
- 1976:
  - Premiera francusko-amerykańskiego thrillera Lokator w reżyserii Romana Polańskiego.
  - Terroryści z Ludowego Frontu Wyzwolenia Palestyny zdetonowali bombę podłożoną na lotnisku międzynarodowym w Lod. Zginęły 2 osoby, a 9 zostało rannych.
- 1977 – Premiera amerykańskiego filmu science fiction Gwiezdne wojny: część IV – Nowa nadzieja w reżyserii George’a Lucasa.
- 1979
  - 271 osób na pokładzie i dwie na ziemi zginęły, gdy należący do American Airlines McDonnell Douglas DC-10 rozbił się krótko po stracie na polu kempingowym w Chicago.
  - W Nowym Jorku zaginął bez śladu w drodze do szkoły 6-letni Etan Patz.
  - Premiera brytyjsko-amerykańskiego horroru science fiction Obcy – ósmy pasażer Nostromo w reżyserii Ridleya Scotta.
- 1980 – Na mityngu w niemieckim Eberstadt Jacek Wszoła ustanowił rekord świata w skoku wzwyż (2,35 m).
- 1981 – Założono Radę Współpracy Zatoki Perskiej.
- 1982 – Wojna o Falklandy: niszczyciel rakietowy HMS „Coventry” został zatopiony przez argentyńskie samoloty.
- 1983 – Premiera amerykańskiego filmu science fiction Gwiezdne wojny: część VI – Powrót Jedi w reżyserii Richarda Marquanda.
- 1986 – W wyniku zatonięcia w Bangladeszu promu rzecznego „Shamia” zginęło około 600 osób.
- 1990 – Papież Jan Paweł II rozpoczął wizytę na Malcie.
- 1994 – Abd al-Latif al-Filali został premierem Maroka.
- 1995 – Jan Paweł II ogłosił encyklikę Ut unum sint.
- 1996 – Czech Jan Železný ustanowił na zawodach w niemieckiej Jenie aktualny rekord świata w rzucie oszczepem (98,48 m).
- 1997 – W wojskowym zamachu stanu został obalony prezydent Sierra Leone Ahmad Tejan Kabbah.
- 2000:
  - Po trwającej 22 lata okupacji wojska Izraela wycofały się z południowego Libanu.
  - Zakończyła się wojna erytrejsko-etiopska.
- 2002:
  - 193 osoby zginęły w katastrofie kolejowej w Mozambiku.
  - 225 osób zginęło u wybrzeży Tajwanu w katastrofie Boeinga 747 należącego do China Airlines.
  - Marija Naumova z Łotwy wygrała 47. Konkurs Piosenki Eurowizji w Tallinnie.
- 2003 – Néstor Kirchner został prezydentem Argentyny.
- 2005 – Liverpool F.C. z Jerzym Dudkiem w bramce pokonał po rzutach karnych A.C. Milan w rozegranym w Stambule finale Ligi Mistrzów UEFA.
- 2008 – Zgromadzenie Narodowe wybrało na urząd prezydenta Libanu Michela Sulaimana.
- 2009 – Korea Północna przeprowadziła próbny wybuch bomby atomowej.
- 2010 – Prezydent Egiptu Husni Mubarak dokonał otwarcia Portu lotniczego Sauhadż-Mubarak.
- 2012 – Wojna domowa w Syrii: 108 osób zginęło, a około 300 zostało rannych w masakrze dokonanej przez syryjską armię i prorządową milicję szabiha na cywilach w miejscowości Hula koło Hims.
- 2014:
  - Petro Poroszenko wygrał w I turze przedterminowe wybory prezydenckie na Ukrainie.
  - W związku z wygaśnięciem kadencji prezydenta Libanu Michela Sulaimana oraz brakiem porozumienia w kwestii wyboru nowego prezydenta, pełnienie obowiązków głowy państwa rozpoczął premier Tammam Salam.
  - Zakończyły się wybory do Parlamentu Europejskiego.
- 2017 – Abd al-Madżid Tabbun został premierem Algierii.
- 2018:
  - Ponad 66% głosujących w referendum w Irlandii opowiedziało się za uchyleniem 8. poprawki do konstytucji, która w 1983 wprowadziła zakaz aborcji.
  - Weszło w życie ogólne rozporządzenie UE o ochronie danych.
- 2021 – Płk Assimi Goita przejął w wyniku zamachu stanu władzę we Mali.

## Eksploracja kosmosu
- 1965 – Został wyniesiony na orbitę amerykański satelita Pegasus 2.
- 1973 – Na amerykańską stację orbitalną Skylab przybyła jej pierwsza stała załoga.
- 2012 – W ramach drugiego lotu próbnego amerykańskiego statku Dragon po raz pierwszy w historii doszło do połączenia komercyjnego statku kosmicznego z Międzynarodową Stacją Kosmiczną.

## Urodzili się
- 1334 – Sukō, cesarz Japonii (zm. 1398)
- 1550 – Kamil de Lellis, włoski zakonnik, założyciel zakonu kamilianów, święty (zm. 1614)
- 1572 – Maurycy Uczony, landgraf Hesji-Kassel (zm. 1632)
- 1606 – Karol Garnier, francuski jezuita, misjonarz, święty (zm. 1649)
- 1616 – Carlo Dolci, włoski malarz (zm. 1686)
- 1650 – Nikolaus Bartholomäus von Danckelmann, pruski polityk, dyplomata (zm. 1739)
- 1652 – Johann Philipp Lamberg, niemiecki duchowny katolicki, biskup Pasawy, kardynał, dyplomata w służbie austriackiej (zm. 1712)
- 1657 – Henri-Pons de Thiard de Bissy, francuski duchowny katolicki, biskup Toul i Meaux, kardynał (zm. 1737)
- 1661 – Claude Buffier, francuski filozof, historyk, kartograf (zm. 1737)
- 1699 – Anna Leszczyńska, polska królewna (zm. 1717)
- 1713 – John Stuart, brytyjski arystokrata, polityk, premier Wielkiej Brytanii (zm. 1792)
- 1723 – Willem II van Citters, holenderski polityk (zm. 1802)
- 1733 – Franciszek Belamain, francuski jezuita, męczennik, błogosławiony (zm. 1792)
- 1756 – Feliks Radwański, polski architekt (zm. 1826)
- 1778 – Claus Harms, niemiecki duchowny i teolog luterański (zm. 1855)
- 1782 – Fryderyk Schütz, polski architekt, budowniczy pochodzenia niemieckiego (zm. 1854)
- 1792 – Minh Mạng, cesarz Wietnamu (zm. 1841)
- 1796 – Alojzy II, książę Liechtensteinu (zm. 1858)
- 1802 – Johann Friedrich von Brandt, niemiecki przyrodnik, zoolog, lekarz (zm. 1879)
- 1803:
  - Edward Bulwer-Lytton, brytyjski polityk, prozaik, poeta (zm. 1873)
  - Ralph Waldo Emerson, amerykański poeta, eseista, filozof (zm. 1882)
- 1811 – Antoni Junosza Gałecki, polski duchowny katolicki, biskup administrator diecezji krakowskiej (zm. 1885)
- 1812 – Filippo Pacini, włoski lekarz, anatom (zm. 1883)
- 1815 – Giovanni Caselli, włoski fizyk, wynalazca (zm. 1891)
- 1816:
  - Antoni Antałkiewicz, polski duchowny katolicki, polityk (zm. 1893)
  - Henry Sibley, amerykański generał konfederacki (zm. 1886)
- 1817 – Cornelis Springer, holenderski malarz, grawer, litograf (zm. 1891)
- 1818 – Jacob Burckhardt, szwajcarski historyk sztuki, literatury i kultury (zm. 1897)
- 1820 – Antoni Bryk, polski chirurg (zm. 1881)
- 1821 – Henri Alexis Brialmont, belgijski wojskowy, inżynier, budowniczy fortyfikacji (zm. 1903)
- 1830 – Władysław Zaborski, polski jezuita, misjonarz, pisarz (zm. 1900)
- 1841 – Eugène Grasset, szwajcarski artysta (zm. 1917)
- 1842 – Theodor Tiling, niemiecki psychiatra (zm. 1913)
- 1843 – Anna Hessen-Darmstadt, wielka księżna Meklemburgii-Schwerin (zm. 1865)
- 1846:
  - Naim Frashëri, albański poeta (zm. 1900)
  - Helena Koburg, księżniczka brytyjska, księżna Szlezwiku-Holsztynu (zm. 1923)
- 1847:
  - John Alexander Dowie, szkocki duchowny protestancki, ewangelista-uzdrowiciel (zm. 1907)
  - Nikanor (Kamienski), rosyjski biskup prawosławny (zm. 1910)
- 1848:
  - Jan Jarník, czeski językoznawca (zm. 1923)
  - Helmuth Johannes Ludwig von Moltke, niemiecki generał pułkownik, polityk (zm. 1916)
- 1851 – Leszek Cieński, polski polityk (zm. 1913)
- 1852:
  - William Muldoon, amerykański wrestler, zapaśnik, kulturysta, promotor i działacz sportowy, trener, aktor, wojskowy, policjant, wynalazca piłki lekarskiej pochodzenia irlandzkiego (zm. 1933)
  - Eduard August Schroeder, niemiecki prawnik, ekonomista, działacz społeczny (zm. 1928)
- 1853 – Władysław Satke, polski meteorolog, przyrodnik, pisarz, pedagog (zm. 1904)
- 1854 – Otokar Mokrý, czeski poeta, prozaik, tłumacz (zm. 1899)
- 1855 – Maria Cieślanka, polska mistyczka (zm. 1920)
- 1856:
  - Ján Bahýľ, słowacki wynalazca (zm. 1916)
  - Louis Franchet d’Espérey, francuski generał, marszałek Francji (zm. 1942)
- 1860:
  - Daniel Barringer, amerykański geolog, przemysłowiec (zm. 1929)
  - James Cattell, amerykański psycholog (zm. 1944)
- 1863 – Heinrich Rickert, niemiecki filozof (zm. 1936)
- 1865:
  - Władysław Bandurski, polski duchowny katolicki, bikup pomocniczy lwowski (zm. 1932)
  - John Mott, amerykański działacz społeczny, laureat Pokojowej Nagrody Nobla (zm. 1955)
  - Pieter Zeeman, holenderski fizyk, laureat Nagrody Nobla (zm. 1943)
- 1867:
  - Leon Janta-Połczyński, polski ziemianin, polityk (zm. 1961)
  - William Ward, brytyjski polityk, administrator kolonialny (zm. 1932)
- 1869:
  - Vilém Goppold von Lobsdorf, czeski szablista pochodzenia niemieckiego (zm. 1943)
  - Mojżesz Pikielny, polski przemysłowiec pochodzenia żydowskiego (zm. 1943)
  - Robert Baldwin Ross, brytyjski dziennikarz, krytyk literacki (zm. 1918)
  - Georgi Stamatow, bułgarski pisarz (zm. 1943)
- 1870:
  - Richard Leonhard, niemiecki geograf, geolog, wykładowca akademicki (zm. 1916)
  - Adolf Stand, austriacki adwokat, polityk pochodzenia żydowskiego (zm. 1919)
- 1871:
  - Antoni Burkot, polski drukarz, związkowiec, działacz socjalistyczny (zm. 1945)
  - Izaak Sierbow, białoruski etnograf, archeolog (zm. 1943)
- 1872 – George Stuart Robertson, brytyjski lekkoatleta, młociarz i dyskobol, tenisista (zm. 1967)
- 1873 – Max Hegele, austriacki architekt (zm. 1945)
- 1879 – Max Aitke, brytyjski arystokrata, polityk (zm. 1964)
- 1880:
  - Wacłau Iwanouski, białoruski narodowy działacz polityczny, kulturalny i oświatowy, publicysta, wydawca, wykładowca akademicki (zm. 1943)
  - Salwator Ferrandis Seguí, hiszpański duchowny katolicki, męczennik, błogosławiony (zm. 1936)
- 1882:
  - Filip Ericsson, szwedzki żeglarz sportowy (zm. 1951)
  - Władysław Weber, polski działacz społeczny, samorządowiec, burmistrz Rybnika (zm. 1961)
  - Ernst von Weizsäcker, niemiecki wojskowy, dyplomata, zbrodniarz wojenny (zm. 1951)
- 1884:
  - Walter Duranty, brytyjsko-amerykański dziennikarz (zm. 1957)
  - Truman Lee Kelley, amerykański psycholog, psychometra i statystyk (zm. 1961)
  - Gösta Lilliehöök, szwedzki pięcioboista nowoczesny (zm. 1974)
- 1885 – Stefan Pasławski, polski generał brygady (zm. 1956)
- 1886:
  - Stanisław Łempicki, polski uczony, pisarz (zm. 1947)
  - Leopold Połoszynowicz, polski oficer (zm. 1948)
- 1887:
  - Dragiša Brašovan, serbski architekt (zm. 1965)
  - Pio z Pietrelciny, włoski duchowny katolicki, kapucyn, stygmatyk, cudotwórca, święty (zm. 1968)
- 1889:
  - Karol Jonscher (młodszy), polski lekarz pediatra (zm. 1955)
  - Bronisław Komorowski, polski duchowny katolicki, duszpasterz gdańskich Polaków (zm. 1940)
  - Günther Lütjens, niemiecki admirał (zm. 1941)
  - Igor Sikorski, rosyjski konstruktor lotniczy (zm. 1972)
- 1891:
  - Zygmunt Podhorski, polski generał brygady (zm. 1960)
  - Mieczysław Świerz, polski taternik (zm. 1929)
- 1892 – Heinrich Tischler, niemiecki malarz, grafik, architekt wnętrz (zm. 1938)
- 1893 – Kathryn Adams, amerykańska aktorka (zm. 1959)
- 1894 – Feliks Szczęsny Kwarta, polski żołnierz, malarz (zm. 1980)
- 1895:
  - Antoni Dobiszewski, polski nauczyciel, działacz związkowy i komunistyczny (zm. 1942)
  - Władysław Segda, polski pułkownik, szablista (zm. 1994)
- 1897 – Gene Tunney, amerykański bokser (zm. 1978)
- 1898 – Harry Broos, holenderski lekkoatleta, sprinter (zm. 1954)
- 1899 – Kazi Nazrul Islam, banglijski poeta, muzyk, rewolucjonista (zm. 1976)
- 1900 – Franjo Šimić, chorwacki generał (zm. 1944)
- 1901:
  - Benedykt Jerzy Dorys, polski fotografik (zm. 1990)
  - Gieorgij Iwanow, radziecki generał major (zm. 2001)
  - Henryk Ignacy Łubieński, polski dziennikarz, publicysta (zm. 1960)
  - Iwan Turianica, radziecki polityk (zm. 1955)
- 1902:
  - Charles Barton, amerykański reżyser filmowy (zm. 1981)
  - Władysław Wołkowski, polski architekt wnętrz (zm. 1986)
- 1903:
  - Maria Bednarska, polska aktorka (zm. 1979)
  - Michał Tyszkiewicz, polski ziemianin, dyplomata, autor tekstów piosenek (zm. 1974)
- 1904:
  - Orla Jørgensen, duński kolarz szosowy (zm. 1947)
  - Józef Kuropieska, polski generał broni, polityk, poseł na Sejm PRL (zm. 1998)
  - Stanisław Rogalski, polski inżynier, konstruktor lotniczy (zm. 1976)
- 1905:
  - Mieczysław Bekker, polski inżynier, konstruktor (zm. 1989)
  - Jan Chrzan, polski malarz, wynalazca (zm. 1993)
  - Ołeksandr Kornijczuk, ukraiński dramatopisarz, polityk (zm. 1972)
  - Bronisław Makowski, polski piłkarz (zm. 1944)
  - Ferenc A. Váli, węgierski prawnik, pisarz, politolog (zm. 1984)
- 1906:
  - Ignacy Konstanty, polski nauczyciel, podporucznik, żołnierz AK, cichociemny (zm. 1972)
  - Nora Ney, polska aktorka pochodzenia żydowskiego (zm. 2003)
  - Iwan Siedin, radziecki polityk (zm. 1972)
- 1907:
  - Stefan Bernadzikiewicz, polski taternik, himalaista, polarnik (zm. 1939)
  - Alberto Ramos, meksykański zawodnik polo (zm. 1967)
  - U Nu, birmański pisarz, polityk, premier Birmy (zm. 1995)
  - Siergiej Winogradow, radziecki dyplomata, polityk (zm. 1970)
- 1908:
  - Gabriel Brzęk, polski zoolog, historyk nauki (zm. 2002)
  - Aleksandras Gudaitis-Guzevičius, litewski generał major, pisarz, działacz komunistyczny (zm. 1969)
  - Theodore Roethke, amerykański poeta pochodzenia niemieckiego (zm. 1963)
  - Alfred Szczepański, polski taternik (zm. 1954)
- 1909:
  - Hélène Langevin, francuska polityk, uczestniczka francuskiego ruchu oporu (zm. 1995)
  - Antoni Rokita, polski zapaśnik (zm. 1963)
- 1910:
  - Stanisław Jeute, polski żołnierz podziemia antyhitlerowskiego (zm. 1943)
  - Janina Świętosławska-Żółkiewska, polska fizyk, chemik (zm. 2003)
  - Tadeusz Jan Wolański, polski lekarz, prezydent Częstochowy (zm. 1959)
- 1911 – Hans Löhrl, niemiecki ornitolog, etolog (zm. 2001)
- 1912:
  - James Cardno, brytyjski bobsleista (zm. 1975)
  - Jan Krysta, polski żużlowiec (zm. 1996)
  - Isidro Lángara, hiszpański piłkarz, trener (zm. 1992)
  - Marshall Wayne, amerykański skoczek do wody (zm. 1999)
- 1913:
  - Jerzy Jasieński, polski pianista krytyk, publicysta i działacz muzyczny (zm. 2008)
  - Donald Maclean, brytyjski urzędnik, agent radzieckiego wywiadu (zm. 1983)
  - Sejytżan Połymbetow, kazachski i radziecki polityk (zm. 1982)
  - Jan Trusz, polski polityk, poseł na Sejm PRL (zm. 2004)
- 1914 – Michaił Biezuch, radziecki generał major lotnictwa (zm. 1971)
- 1915:
  - Ginny Simms, amerykańska aktorka, piosenkarka (zm. 1994)
  - Władysław Żesławski, polski dziennikarz radiowy, literat, scenarzysta (zm. 1983)
- 1916:
  - Ewart Oakeshott, brytyjski ilustrator, kolekcjoner, historyk amator (zm. 2002)
  - Giuseppe Tosi, włoski lekkoatleta, dyskobol (zm. 1981)
  - Janina Żydanowicz, polska architekt, malarka (zm. 2007)
- 1917:
  - Steve Cochran, amerykański aktor (zm. 1965)
  - Feliks Nawrot, polski żołnierz AK (zm. 1941)
- 1918:
  - Horacio Casarín, meksykański piłkarz, trener (zm. 2005)
  - Peder Lunde, norweski żeglarz sportowy (zm. 2009)
  - Wiera Orłowa, rosyjska aktorka (zm. 1993)
  - Janusz Różewicz, polski poeta, podporucznik AK (zm. 1944)
  - Edward Szuster, polski pisarz, autor widowisk telewizyjnych (zm. 2011)
- 1919 – Raymond Smullyan, amerykański matematyk, logik, filozof (zm. 2017)
- 1920:
  - Abel Costas Montaño, boliwijski duchowny katolicki, biskup Cochabamba i Tarija (zm. 2015)
  - Urbano Navarrete, hiszpański kardynał (zm. 2010)
  - Zbigniew Twardy, polski porucznik, żołnierz AK, cichociemny (zm. 1944)
  - Arthur Wint, jamajski lekkoatleta, sprinter i średniodystansowiec (zm. 1992)
- 1921:
  - Anatolij Czerniajew, rosyjski historyk, polityk (zm. 2017)
  - Kitty Kallen, amerykańska piosenkarka (zm. 2016)
  - Mieczysław Albert Krąpiec, polski dominikanin, filozof, tomista, teolog, humanista, wykładowca akademicki (zm. 2008)
  - Jack Steinberger, amerykański fizyk pochodzenia niemiecko-żydowskiego, laureat Nagrody Nobla (zm. 2020)
- 1922:
  - Enrico Berlinguer, włoski działacz komunistyczny (zm. 1984)
  - Fadil Paçrami, albański dramaturg, polityk (zm. 2008)
  - Bogodar Winid, polski geograf, kartograf, afrykanista (zm. 1996)
- 1923:
  - Karl Hess, amerykański pisarz, dziennikarz (zm. 1994)
  - Józef Zbigniew Polak, polski żołnierz AK, uczestnik powstania warszawskiego, architekt, malarz (zm. 2021)
  - Konrad Strycharczyk, polski śpiewak operowy (tenor), aktor, żołnierz podziemia niepodległościowego (zm. 2015)
  - Jan Świdziński, polski malarz, rzeźbiarz (zm. 2014)
- 1924:
  - Henryk Hawrylak, polski inżynier mechanik (zm. 2013)
  - Edward Kowalczyk, polski polityk, poseł na Sejm PRL, minister łączności, wicepremier (zm. 2000)
  - István Nyers, węgierski piłkarz (zm. 2005)
- 1925:
  - Marcel Bluwal, francuski reżyser i scenarzysta filmowy (zm. 2021)
  - Rosario Castellanos, meksykańska poetka, dyplomata (zm. 1974)
  - Jeanne Crain, amerykańska aktorka (zm. 2003)
  - Jindřich Polák, czeski reżyser filmowy (zm. 2003)
- 1926:
  - Jan Józef Lipski, polski działacz socjalistyczny, krytyk i historyk literatury (zm. 1991)
  - Bill Sharman, amerykański koszykarz (zm. 2013)
- 1927:
  - Robert Ludlum, amerykański pisarz (zm. 2001)
  - Edgar Milewski, polski dziennikarz, publicysta (zm. 1983)
  - Jan Wapiennik, polski piłkarz (zm. 1990)
- 1928 – Malcolm Glazer, amerykański przedsiębiorca, miliarder, właściciel klubów sportowych (zm. 2014)
- 1929 – Beverly Sills, amerykańska śpiewaczka operowa (sopran) (zm. 2007)
- 1930:
  - Mikałaj Dziemianciej, białoruski polityk (zm. 2018)
  - Sonia Rykiel, francuska projektantka mody, pisarka pochodzenia żydowskiego (zm. 2016)
  - Helena Stachnowicz, polska poetka, pedagog (zm. 2020)
  - Walter Vasconcelos Fernandes, brazylijski piłkarz (zm. 1983)
- 1931:
  - Jarosław Bałykin, ukraiński piłkarz, trener i sędzia piłkarski (zm. 2023)
  - Krzysztof Dąbrowski, polski archeolog, popularyzator nauki, regionalista (zm. 1979)
  - Włodzimierz Denysenko, polski śpiewak operowy (bas-baryton) (zm. 2019)
  - Gieorgij Grieczko, radziecki kosmonauta, inżynier-mechanik (zm. 2017)
  - Krystyna Kersten, polska historyk, wykładowczyni akademicka, publicystka (zm. 2008)
  - Danuta Przeworska-Rolewicz, polska matematyk, wykładowczyni akademicka (zm. 2012)
  - Jack Recknitz, niemiecki aktor (zm. 2013)
  - Irwin Winkler, amerykański reżyser i producent filmowy pochodzenia żydowskiego
- 1932:
  - Roger Bowen, amerykański aktor (zm. 1996)
  - Michał Gałkiewicz, polski rysownik, rzeźbiarz (zm. 2020)
  - K.C. Jones, amerykański koszykarz, trener (zm. 2020)
  - Ełka Konstantinowa, bułgarska literaturoznawczyni, polityk, minister kultury (zm. 2023)
  - Władysław Radwański, polski hokeista, trener (zm. 2013)
- 1933:
  - Daan de Groot, holenderski kolarz szosowy i torowy (zm. 1982)
  - Herbert Hermes, amerykański duchowny katolicki, posługujący w Brazylii, biskup, prałat terytorialny Cristalândii (zm. 2018)
  - Romuald Klim, białoruski lekkoatleta, młociarz (zm. 2011)
  - Basdeo Panday, trynidadzko-tobagijski prawnik, ekonomista, polityk, premier Trynidadu i Tobago (zm. 2024)
  - Maria Semczyszak, polska saneczkarka
  - Jógvan Sundstein, farerski ekonomista, polityk, premier Wysp Owczych (zm. 2024)
- 1934:
  - Andrzej Bartyński, polski poeta (zm. 2018)
  - Sven Erlander, szwedzki matematyk (zm. 2021)
  - Heng Samrin, kambodżański polityk
- 1935:
  - Wiesław Janicki, polski dziennikarz radiowy, reporter, publicysta (zm. 2013)
  - Gusman Kosanow, radziecki lekkoatleta, sprinter (zm. 1990)
  - Jiří Kraus, czeski językoznawca, leksykograf, tłumacz (zm. 2022)
  - Wincenty Kućma, polski rzeźbiarz, medalier, rysownik, projektant wnętrz
  - Tibor Polakovič, czechosłowacki kajakarz, kanadyjkarz (zm. 2002)
- 1936:
  - Hans Croon, holenderski piłkarz, trener (zm. 1985)
  - Alphonse Georger, francuski duchowny katolicki, biskup Oranu w Algierii
  - Nei Paulo Moretto, brazylijski duchowny katolicki, biskup Cruz Alta i Caxias do Sul (zm. 2023)
  - Ely Tacchella, szwajcarski piłkarz (zm. 2017)
- 1937:
  - Ursula Braun-Moser, niemiecka ekonomistka, działaczka samorządowa, polityk, eurodeputowana (zm. 2022)
  - Ewa Cendrowska, polska dziennikarka, autorka filmów dokumentalnych (zm. 2014)
  - Jon Ødegaard, norweski żużlowiec (zm. 2002)
- 1938:
  - Paweł Pierściński, polski fotografik (zm. 2017)
  - Emil Schulz, niemiecki bokser (zm. 2010)
- 1939:
  - Ferdinand Bracke, belgijski kolarz szosowy i torowy
  - Dixie Carter, amerykańska aktorka (zm. 2010)
  - Gabriela Danielewicz, polska dziennikarka, pisarka
  - Eugeniusz Kubiak, polski wioślarz (zm. 2024)
  - Ian McKellen, brytyjski aktor, scenarzysta filmowy
  - Francis Mer, francuski przedsiębiorca, przemysłowiec, polityk, minister gospodarki, finansów i przemysłu (zm. 2023)
  - Andrzej Jan Szwarc, polski prawnik karnista, wykładowca akademicki, sędzia Trybunału Stanu
- 1940:
  - Nobuyoshi Araki, japoński fotograf, artysta współczesny
  - Peppino Gagliardi, włoski piosenkarz, kompozytor (zm. 2023)
  - Jerzy Jawczak, polski artysta fotograf (zm. 1983)
  - Alojzy Szczęśniak, polski nauczyciel, polityk, poseł na Sejm PRL
- 1941:
  - Diane Bish, amerykańska organistka, kompozytorka
  - Winfried Bölke, niemiecki kolarz torowy i szosowy (zm. 2021)
  - Izydor (Kiriczenko), rosyjski biskup prawosławny
  - Sławomir Nowak, polski lekkoatleta, wieloboista, tyczkarz, trener (zm. 2021)
  - Kazimierz Pękała, polski ginekolog, polityk, poseł na Sejm RP (zm. 2021)
  - Vladimir Voronin, mołdawski polityk, prezydent Mołdawii
- 1942:
  - Aleksandr Kalagin, rosyjski aktor, reżyser filmowy i teatralny
  - Łucja Prus, polska piosenkarka (zm. 2002)
- 1943:
  - Paul Aulagnier, francuski duchowny katolicki, założyciel Instytutu Dobrego Pasterza (zm. 2021)
  - Ramiro Navarro, meksykański piłkarz
  - Ed Whitfield, amerykański polityk
- 1944:
  - Pierre Bachelet, francuski piosenkarz, kompozytor, autor tekstów (zm. 2005)
  - John Bunnell, amerykański szeryf, aktor, producent filmowy
  - Frank Oz, amerykański aktor głosowy, lalkarz, reżyser
- 1945:
  - Juan Alberto Merlos, argentyński kolarz szosowy i torowy (zm. 2021)
  - Hersha Parady, amerykańska aktorka (zm. 2023)
  - Michał Wroński, polski prozaik, poeta, dramaturg
- 1946:
  - Andonis Andoniadis, grecki piłkarz
  - Washington Cruz, brazylijski duchowny katolicki, arcybiskup Goiânii
  - Jean-Pierre Danguillaume, francuski kolarz szosowy i przełajowy
  - Jan Pająk, polski inżynier, ufolog
  - Andrew Thomas, amerykański muzyk, wokalista, członek zespołu Bad Boys Blue (zm. 2009)
  - Miroslav Tuđman, chorwacki naukowiec, polityk (zm. 2021)
  - Janusz Wegiera, polski dziennikarz radiowy, autor tekstów piosenek (zm. 2021)
- 1947:
  - Zbigniew Kośla, polski polityk, poseł na Sejm RP (zm. 2006)
  - Jan Kulczycki, polski aktor, reżyser telewizyjny
  - Ana Martín, meksykańska aktorka
  - Jacki Weaver, australijska aktorka
  - Jerzy Wilkin, polski ekonomista (zm. 2023)
- 1948:
  - Ylli Bufi, albański polityk, premier Albanii
  - Łukasz Korolkiewicz, polski malarz
  - Klaus Meine, niemiecki wokalista, gitarzysta, autor tekstów, członek zespołu Scorpions
  - Uttam Singh, indyjski muzyk, kompozytor
- 1949:
  - Eliška Balzerová, czeska aktorka
  - Alejandro Cercas Alonso, hiszpański prawnik, polityk
  - Inka Dowlasz, polska reżyserka teatralna, scenarzystka, psycholog, wykładowczyni akademicka
  - Anna Gębala, polska biegaczka narciarska
  - Michał Kurc, polski fotografik
  - Rauno Miettinen, fiński kombinator norweski, skoczek narciarski
  - Jean Millington, amerykańska basistka, kompozytorka, autorka tekstów, członkini zespołu Fanny pochodzenia filipińskiego
- 1950:
  - Jewgienij Kulikow, rosyjski łyżwiarz szybki
  - Tadeusz Łoś-Kamiński, polski polityk, senator RP
  - Werner Peter, niemiecki piłkarz
  - Zbigniew Pianowski, polski archeolog
  - Halina Rozpondek, polska polityk, samorządowiec, prezydent Częstochowy, poseł na Sejm RP
  - Hanna Szmalenberg, polska architekt
- 1951:
  - François Bayrou, francuski samorządowiec, polityk
  - Bob Gale, amerykański scenarzysta filmowy
  - Krunoslav Hulak, chorwacki szachista, trener (zm. 2015)
  - Janusz Mikulicz, polski polityk, poseł na Sejm RP (zm. 2015)
  - Roman Paszke, polski żeglarz, kapitan jachtowy, konstruktor
- 1952:
  - Wiera Anisimowa, rosyjska lekkoatletka, sprinterka
  - David Jenkins, szkocki lekkoatleta, sprinter
  - Gabriela Kownacka, polska aktorka (zm. 2010)
  - Jens Kristiansen, duński szachista
  - Franz Obermayr, austriacki samorządowiec, polityk
  - Gordon Smith, amerykański polityk, senator
  - Petyr Stojanow, bułgarski prawnik, polityk, prezydent Bułgarii
- 1953:
  - Eve Ensler, amerykańska dramatopisarka, feministka
  - Reiko Ike, japońska aktorka erotyczna
  - Francesco Moraglia, włoski duchowny katolicki, patriarcha Wenecji
  - Daniel Passarella, argentyński piłkarz, trener
  - Stan Sakai, amerykański autor komiksów pochodzenia japońskiego
  - Gaetano Scirea, włoski piłkarz (zm. 1989)
- 1954:
  - Eugeniusz Błaszak, polski żużlowiec
  - Leszek Kosedowski, polski bokser
  - Grzegorz Łozowski, polski kierownik produkcji filmowej (zm. 2008)
  - Yves-Marie Péan, haitański duchowny katolicki, biskup Les Gonaïves
  - Wołodymyr Płoskyna, ukraiński piłkarz, trener (zm. 2010)
  - Jerzy Sudoł, polski samorządowiec, starosta tarnobrzeski
- 1955:
  - Yvon Mougel, francuski biathlonista
  - Connie Sellecca, amerykańska aktorka
- 1956:
  - Larry Hogan, amerykański polityk, gubernator stanu Maryland
  - Konrad Szołajski, polski reżyser i scenarzysta filmowy
- 1957:
  - Manuel Bilches, argentyński trener piłkarski
  - Éder, brazylijski piłkarz
  - Mark McGhee, szkocki piłkarz, trener
  - Agata Tuszyńska, polska pisarka, poetka, reportażystka
- 1958:
  - Katerina Badzeli, grecka ekonomistka, polityk
  - Renato Marangoni, włoski duchowny katolicki, biskup Belluno-Feltre
  - Aldona Młyńczak, polska architekt, polityk, poseł na Sejm RP
  - Tadeusz Wallas, polski politolog
  - Paul Weller, brytyjski muzyk, wokalista, autor tekstów, członek zespołów: The Jam i The Style Council
- 1959:
  - Judit Forgács, węgierska lekkoatletka, sprinterka
  - Vladimír Franz, czeski artysta, kompozytor, wykładowca akademicki
  - Greet Hellemans, holenderska wioślarka
  - Tomislav Karamarko, chorwacki polityk
  - Nilmari Santini, portorykańska judoczka (zm. 2006)
- 1960:
  - Majka Jeżowska, polska piosenkarka, kompozytorka
  - Amy Klobuchar, amerykańska polityk, senator pochodzenia słoweńskiego
  - Oh Yun-kyo, południowokoreański piłkarz, bramkarz (zm. 2000)
  - Czesław Renkiewicz, polski samorządowiec, prezydent Suwałk
  - Anthea Turner, brytyjska dziennikarka, prezenterka telewizyjna, pisarka
  - Marcin Wilk, polski skoczek spadochronowy
- 1961:
  - Robert Brylewski, polski wokalista, gitarzysta, kompozytor, autor tekstów, członek zespołów: Kryzys, Brygada Kryzys, Izrael i Armia (zm. 2018)
  - Norbert Mika, polski historyk, mediewista (zm. 2020)
  - Tite, brazylijski piłkarz, trener
- 1962:
  - Małgorzata Burzyńska-Keller, polska reżyserka, scenarzystka, dziennikarka
  - Leslie Deniz, amerykańska lekkoatletka, dyskobolka
  - Ina Forrest, kanadyjska curlerka
  - Anders Johansson, szwedzki multiinstrumentalista, kompozytor, członek zespołów: Silver Mountain, HammerFall i Fullforce
  - John Larsen, duński piłkarz
  - Sainiana Tukana, fidżyjska wszechstronna lekkoatletka
  - Milan Zver, słoweński socjolog, politolog, polityk
- 1963:
  - Torsten Albig, niemiecki prawnik, samorządowiec, polityk
  - Erik de Bruin, holenderski lekkoatleta, dyskobol i kulomiot
  - Mike Myers, brytyjsko-kanadyjski aktor, komik, scenarzysta i producent filmowy
  - Ludovic Orban, rumuński polityk, premier Rumunii
  - Jacek Stryczek, polski duchowny katolicki
  - Krzysztof Szulowski, polski mikrobiolog, wykładowca akademicki, polityk, poseł na Sejm RP
  - Adam Zalewski, polski kompozytor, autor tekstów, perkusista, gitarzysta, członek zespołów: Zwłoki i Sedes (zm. 1997)
- 1964:
  - Ivan Bella, słowacki pilot wojskowy, kosmonauta
  - Robert Moszyński, polski chemik
  - Ray Stevenson, brytyjski aktor (zm. 2023)
- 1965:
  - Yahya Jammeh, gambijski polityk, prezydent Gambii
  - Olga Lugo, wenezuelska zapaśniczka
  - John Olivas, amerykański inżynier, astronauta
  - Roef Ragas, holenderski aktor (zm. 2007)
- 1966:
  - Ahmad Reza Abedzadeh, irański piłkarz, bramkarz
  - Gerardo Díaz Vázquez, meksykański duchowny katolicki, biskup Tacámbaro
  - Nir Klinger, izraelski piłkarz, trener
  - Laurencja, księżna holenderska
  - Władimir Niewostrujew, rosyjski szachista
  - Tatjana Patitz, niemiecka modelka, aktorka (zm. 2023)
  - Andy Smith, brytyjski żużlowiec
- 1967:
  - Ruthie Bolton, amerykańska koszykarka
  - Matthew Borlenghi, amerykański aktor
  - Gustavo Matosas, urugwajski piłkarz, trener pochodzenia argentyńskiego
  - Luc Nilis, belgijski piłkarz
  - Guillermo Vázquez, meksykański piłkarz, trener
- 1968:
  - Kendall Gill, amerykański koszykarz
  - Fulvio Martusciello, włoski prawnik, samorządowiec, polityk
- 1969:
  - Kevin Aiston, brytyjski prezenter telewizyjny i radiowy
  - Glen Drover, kanadyjski gitarzysta, kompozytor, członek zespołów: Eidolon, King Diamond, Megadeth, Testament i Metalusion
  - Anne Heche, amerykańska aktorka (zm. 2022)
  - Igor Patienko, białoruski kolarz szosowy
  - Jörg Roßkopf, niemiecki tenisista stołowy
- 1970:
  - Anna Bielańska-Pawliszyn, polska aktorka
  - Gordana Garašić, chorwacka generał
  - Jamie Kennedy, amerykański aktor, scenarzysta i producent filmowy i telewizyjny
  - Kim Yeong-il, południowokoreański zapaśnik
  - Neil Marshall, brytyjski reżyser i scenarzysta filmowy
- 1971:
  - Stefano Baldini, włoski lekkoatleta, maratończyk
  - Marco Cappato, włoski polityk, eurodeputowany
  - August Grabski, polski historyk, wykładowca akademicki
  - Justin Henry, amerykański aktor
  - Łukasz Myszkowski, polski muzyk, kompozytor, wokalista, autor tekstów, członek zespołu Antigama
  - Kristina Orbakaitė, rosyjska piosenkarka, aktorka pochodzenia litewskiego
  - Paul Peschisolido, kanadyjski piłkarz, trener pochodzenia włoskiego
  - Joanna Piasecka, polska zapaśniczka, judoczka
  - Mateusz Sikora, polski rzeźbiarz
  - Siergiej Szelestow, rosyjski kulturysta, trójboista siłowy
  - Georg Totschnig, austriacki kolarz szosowy
- 1972:
  - Jocelyn Blanchard, francuski piłkarz
  - Eli Craig, amerykański aktor, reżyser, scenarzysta i producent filmowy
  - Karan Johar, indyjski aktor, reżyser, scenarzysta i producent filmowy
  - Anna Podczaszy, polska poetka
  - Octavia Spencer, amerykańska aktorka
  - Piotr Stokowiec, polski piłkarz, trener
- 1973:
  - Germano D’Abramo, włoski matematyk, fizyk
  - Duncan Free, australijski wioślarz
  - Gabi Gold, czeska piosenkarka, aktorka
  - Wojciech Kamiński, polski aktor kabaretowy
  - Marco Meoni, włoski siatkarz
  - Molly Sims, amerykańska aktorka, modelka
  - Tomasz Smokowski, polski dziennikarz i komentator sportowy
  - Tomasz Zdebel, polsko-niemiecki piłkarz
- 1974:
  - Robert Baryła, polski inżynier, samorządowiec, członek zarządu województwa łódzkiego
  - Dougie Freedman, szkocki piłkarz, trener
  - Frank Klepacki, amerykański muzyk, kompozytor pochodzenia polskiego
  - Oka Nikołow, macedońsko-niemiecki piłkarz, bramkarz
  - Ilona Ostrowska, polska aktorka
  - Christian Riganò, włoski piłkarz
  - Miguel Tejada, dominikański baseballista
  - Madeleine Thien, kanadyjska pisarka pochodzenia malezyjsko-chińskiego
- 1975:
  - Daniel Dubicki, polski piłkarz, trener
  - Krzysztof Dziedzic, polski perkusista i kompozytor jazzowy
  - Keiko Fujimori, peruwiańska polityk pochodzenia japońskiego
  - Mohamed Mkacher, tunezyjski piłkarz, trener
  - Blaise Nkufo, szwajcarski piłkarz pochodzenia kongijskiego
- 1976:
  - Stefan Holm, szwedzki lekkoatleta, skoczek wzwyż
  - Siergiej Kowalenko, rosyjski zapaśnik
  - Cillian Murphy, irlandzki aktor
  - Marcin Narwojsz, polski piłkarz
  - Sandra Nasić, niemiecka wokalistka, autorka tekstów pochodzenia chorwackiego, członkini zespołu Guano Apes
  - Hiroko Okano, japońska siatkarka
  - Nikołaj Parfionow, rosyjski kombinator norweski
  - John Wayne Parr, australijski zawodnik sportów walki
  - Magnus Pehrsson, szwedzki piłkarz, trener
  - Vincent Piazza, amerykański aktor pochodzenia włoskiego
  - Małgorzata Pskit, polska lekkoatletka, płotkarka i sprinterka
  - Bartosz Sroga, polski wioślarz, sternik
  - Ethan Suplee, amerykański aktor
  - Miguel Zepeda, meksykański piłkarz
- 1977:
  - Virginie De Carne, belgijska siatkarka
  - Alberto Del Rio, meksykański wrestler, zawodnik MMA
  - Florentin Dumitru, rumuński piłkarz
  - Kim Kyung-ah, południowokoreańska tenisistka stołowa
  - Francisco Palacios, portorykański bokser
- 1978:
  - Adrián García, chilijski tenisista
  - Kick Gurry, australijski aktor
  - Pawieł Mażejka, białoruski dziennikarz, działacz społeczny
  - Mariusz Puszakowski, polski żużlowiec
  - Brian Urlacher, amerykański futbolista
  - Ołena Żerżerunowa, ukraińska koszykarka
- 1979:
  - Carlos Bocanegra, amerykański piłkarz pochodzenia meksykańskiego
  - Arkadiusz Jabłoński, polski gitarzysta, kompozytor, wokalista, członek zespołów: Shadows Land i Masachist
  - Marija Jefrosynina, ukraińska dziennikarka i prezenterka telewizyjna
  - Martin Jiránek, czeski piłkarz
  - Dario Messana, włoski siatkarz
  - Sayed Moawad, egipski piłkarz
  - Mehmet Okur, turecki koszykarz
  - Sam Sodje, nigeryjski piłkarz
  - Jonny Wilkinson, angielski rugbysta
  - Marek Wojciechowski, polski samorządowiec, wicemarszałek województwa lubelskiego
- 1980:
  - Eugen Baciu, rumuński piłkarz
  - Michel Breuer, holenderski piłkarz
  - Maria Großbauer, austriacka działaczka kulturalna, marketingowiec, muzyk, polityk
  - Jóhannes Karl Guðjónsson, islandzki piłkarz
  - Jae Hee, południowokoreański aktor
  - Joe King, amerykański kompozytor, gitarzysta, wokalista, członek zespołu The Fray
  - David Navarro, hiszpański piłkarz
  - Anna Nowakowska, polska siatkarka
  - Erwan Peron, francuski wioślarz
  - Michał Skawiński, polski tancerz
- 1981:
  - Tuukka Mäntylä, fiński hokeista
  - Justyna Sieniawska, polska aktorka
  - Logan Tom, amerykańska siatkarka
  - Agata Wojda, polska działaczka samorządowa, prezydent Kielc
- 1982:
  - Daniel Braaten, norweski piłkarz pochodzenia nigeryjskiego
  - Roger Guerreiro, brazylijsko-polski piłkarz
  - Ezekiel Kemboi, kenijski lekkoatleta, długodystansowiec
  - Natalla Michniewicz, białoruska lekkoatletka, kulomiotka
  - Irina Simagina, rosyjska lekkoatletka, skoczkini w dal
- 1983:
  - Daniel Albrecht, szwajcarski narciarz alpejski
  - Mario Božić, bośniacki piłkarz (zm. 2023)
  - Kunal Khemu, indyjski aktor
  - Carlos Molina, meksykański bokser
  - Julija Taratynawa, białoruska lekkoatletka, tyczkarka
- 1984:
  - Paulina Ligocka, polska snowboardzistka
  - Emma Marrone, włoska piosenkarka, autorka tekstów, kompozytorka
  - Kostas Martakis, grecki piosenkarz
  - Marion Raven, norweska piosenkarka
  - Unnur Birna Vilhjálmsdóttir, islandzka policjantka, tancerka, zdobywczyni tytułu Miss World
  - Maciej Żebrowski, polski samorządowiec, burmistrz Wałcza
- 1985:
  - Demba Ba, senegalski piłkarz
  - Marija Korytcewa, ukraińska tenisistka
  - Pedro Morales, chilijski piłkarz
  - Alexis Texas, amerykańska aktorka pornograficzna
- 1986:
  - Rok Marguč, słoweński snowboardzista
  - Joëlle Mbumi Nkouindjin, kameruńska lekkoatletka, skoczkini w dal i trójskoczkini
  - James Morrison, szkocki piłkarz
  - Swietłana Podobiedowa, rosyjsko-kazachska sztangistka
  - Geraint Thomas, brytyjski kolarz szosowy i torowy
  - Luiza Złotkowska, polska łyżwiarka szybka
- 1987:
  - Aubrey Addams, amerykańska aktorka pornograficzna
  - Hélder Barbosa, portugalski piłkarz
  - Sanja Damnjanović, serbska piłkarka ręczna
  - Telie Mathiot, francuska lekkoatletka, tyczkarka
  - Ian Stannard, brytyjski kolarz szosowy i torowy
  - Kamil Stoch, polski skoczek narciarski
  - Miguel Ugarte, boliwijski bokser
  - Mathías Vidangossy, chilijski piłkarz
- 1988:
  - Cameron van der Burgh, południowoafrykański pływak
  - Anémone Marmottan, francuska narciarka alpejska
  - Frank Turner, amerykański koszykarz
- 1989:
  - Vaqif Cavadov, azerski piłkarz
  - Matea Ikić, chorwacka siatkarka
  - Cassidy Lichtman, amerykańska siatkarka
  - Aliona Moon, mołdawska piosenkarka
  - Esteve Rabat, hiszpański motocyklista wyścigowy
- 1990:
  - Nikita Fiłatow, rosyjski hokeista
  - Laura Ikstena, łotewska koszykarka
  - Rafał Kołsut, polski aktor dubbingowy, scenarzysta i recenzent komiksów
  - Majda Mehmedović, czarnogórska piłkarka ręczna
  - Erin Mielzynski, kanadyjska narciarka alpejska pochodzenia polskiego
- 1991:
  - Talia Caldwell, amerykańska koszykarka
  - Aleksiej Fiodorow, rosyjski lekkoatleta, trójskoczek
  - Derrick Williams, amerykański koszykarz
- 1992:
  - Jón Daði Böðvarsson, islandzki piłkarz
  - Dominika Nowakowska, polska siatkarka
- 1993:
  - Alex Collatz, amerykańska lekkoatletka, dyskobolka
  - Laura Mertens, niemiecka zapaśniczka
  - Norman Powell, amerykański koszykarz
  - Andrés Roa, kolumbijski piłkarz
- 1994:
  - Chanice Porter, jamajska lekkoatletka, skoczkini w dal i wzwyż
  - Alexandra Raisman, amerykańska gimnastyczka
  - Samed Yeşil, niemiecki piłkarz pochodzenia tureckiego
- 1995:
  - Natalja Antonowa, rosyjska kolarka torowa
  - Kingsley Ehizibue, nigeryjski piłkarz
  - José Gayà, hiszpański piłkarz
  - Madeline Groves, australijska pływaczka
  - Eva Murati, albańska aktorka, modelka, prezenterka telewizyjna
  - Hikmatilloh Turayev, uzbecki judoka
  - Dmitrij Wołkow, rosyjski siatkarz
- 1996:
  - Natalia Bartosiewicz, polska lekkoatletka, sprinterka
  - Jakub Hromada, słowacki piłkarz
  - Jakub Łukowski, polski piłkarz
  - Daniel Muñoz, kolumbijski piłkarz
  - David Pastrňák, czeski hokeista
  - Jakub Serafin, polski piłkarz
  - Anna Weidel, polska biathlonistka
- 1997:
  - Tobias Foss, norweski kolarz szosowy
  - Jarosław Mucha, polski siatkarz
- 1998:
  - Onigue Berkemi, czadyjski pisarz
  - Jorge Carrascal, kolumbijski piłkarz
- 1999:
  - Giovanni Aleotti, włoski kolarz szosowy
  - Brec Bassinger, amerykańska aktorka
  - Ibrahima Konaté, francuski piłkarz pochodzenia malijskiego
  - Terem Moffi, nigeryjski piłkarz
  - Vladislavs Soloveičiks, łotewski piłkarz
  - Yung Bans, amerykański raper, autor tekstów
- 2000:
  - Krzysztof Kubica, polski piłkarz
  - Claire Liu, amerykańska tenisistka pochodzenia chińskiego
  - Ibuki Tamura, japońska zapaśniczka
  - Arthur Theate, belgijski piłkarz
- 2001 – Mansi Ahlawat, indyjska zapaśniczka
- 2002:
  - Marija Jordanowa, bułgarska siatkarka
  - Manfred Ugalde, kostarykański piłkarz
  - Campbell Wright, amerykański biathlonista pochodzenia nowozelandzkiego
- 2003:
  - Ołeksandra Chomeneć, ukraińska zapaśniczka
  - Britt Richardson, kanadyjska narciarka alpejska
  - Szymon Wiaderny, polski piłkarz ręczny
- 2005 – Bella Sims, amerykańska pływaczka
- 2006 – Majia Chromych, rosyjska łyżwiarka figurowa

## Zmarli
- 641 – Konstantyn III, cesarz bizantyński (ur. 612)
- 735 – Beda Czcigodny, anglosaski mnich, teolog, historyk, święty (ur. ok. 672)
- 967 – Murakami, cesarz Japonii (ur. 926)
- 986 – Abd Al-Rahman Al Sufi, perski astronom (ur. 903)
- 992 – Mieszko I, książę Polan, pierwszy książę Polski (ur. ok. 930)
- 1045 – Otton de Vermandois, hrabia Vermandois (ur. ?)
- 1085 – Grzegorz VII, papież, święty (ur. ok. 1015)
- 1245 – Gerard z Villamagna, włoski tercjarz franciszkański, błogosławiony (ur. 1174)
- 1261 – Aleksander IV, papież (ur. 1185)
- 1326 – Eberhard z Nysy, niemiecki duchowny katolicki, biskup warmiński (ur. ?)
- 1411 – Jan Isner, polski teolog (ur. ok. 1345)
- 1458 – Anna Fiodorówna, księżna mazowiecka (ur. ?)
- 1510 – Georges d’Amboise, francuski duchowny katolicki, arcybiskup Rouen, kardynał (ur. 1460)
- 1555 – Henryk II, tytularny król Nawarry (ur. 1503)
- 1576 – Vincenzo Danti, włoski rzeźbiarz (ur. 1530)
- 1595 – Valens Acidalius, niemiecki humanista (ur. 1567)
- 1607:
  - Izaak Feuchtin, polski duchowny katolicki, kapelan królewski pochodzenia szwedzkiego (ur. ?)
  - Maria Magdalena de’ Pazzi, włoska zakonnica, święta (ur. 1566)
- 1616 – Filippo Spinelli, włoski duchowny katolicki, biskup Aversy, kardynał (ur. 1566)
- 1630 – Géry de Ghersem, franko-flamandzki kompozytor (ur. ok. 1574)
- 1632 – Ferdynand Gonzaga, książę Mayenne (ur. 1610)
- 1648:
  - Szymon Boguszowicz, polski malarz pochodzenia ormiańskiego (ur. 1575)
  - Antoine Le Nain, francuski malarz (ur. 1599)
- 1672 – Juliana Wittelsbach, księżna Palatynatu-Zweibrücken (ur. 1621)
- 1681 – Pedro Calderón de la Barca, hiszpański dramaturg, poeta (ur. 1600)
- 1682 – Grigorij Romodanowski, rosyjski kniaź, bojar (ur. ?)
- 1760 – Antoni Marcin Chrapowicki, polski szlachcic, polityk (ur. ?)
- 1784 – Michał Hieronim Krasiński, polski szlachcic, rotmistrz, polityk (ur. 1712)
- 1786 – Piotr III, król Portugalii (ur. 1717)
- 1789 – Anders Dahl, szwedzki botanik (ur. 1751)
- 1798:
  - Asmus Jacob Carstens, niemiecki malarz (ur. 1754)
  - Kazimierz Nestor Sapieha, polski książę, generał artylerii litewskiej, marszałek konfederacji litewskiej (ur. 1757)
- 1805:
  - William Paley, brytyjski teolog, filozof (ur. 1743)
  - Anna Maria Rückerschöld, szwedzka pisarka (ur. 1725)
- 1807 – Mateusz Tokarski, polski malarz, kopista (ur. 1747)
- 1820 – Eric Ruuth, szwedzki polityk (ur. 1746)
- 1840 – Aleksander Rimski-Korsakow, rosyjski generał (ur. 1753)
- 1847 – Fryderyk Krzysztof Dietrich, polski rytownik, urzędnik pochodzenia niemieckiego (ur. 1779)
- 1857 – Piotr Ðoàn Văn Vân, wietnamski męczennik, święty (ur. ok. 1780)
- 1862:
  - Maria Karolina, księżniczka bawarska, księżna Hessen-Darmstadt (ur. 1813)
  - Johann Nepomuk Nestroy, austriacki aktor, pisarz, śpiewak operowy (ur. 1801)
- 1863 – Peter Andreas Munch, norweski historyk (ur. 1810)
- 1865 – Magdalena Zofia Barat, francuska zakonnica, święta (ur. 1779)
- 1867 – Wilhelm von Kügelgen, niemiecki malarz, pisarz (ur. 1802)
- 1870 – Frederick Wordsworth Ward, australijski przestępca (ur. 1835)
- 1872 – Jerzy Henryk Lubomirski, polski polityk, kurator literacki, mecenas sztuki (ur. 1817)
- 1873 – Konstantin Danil, serbski malarz (ur. 1798)
- 1876:
  - Władysław Chomętowski, polski pisarz, wydawca, bibliotekarz (ur. 1829)
  - Franz von John, austriacki generał, polityk (ur. 1815)
- 1879 – Jacob Shower, amerykański polityk (ur. 1803)
- 1882 – Fredrik Marinus Kruseman, holenderski malarz (ur. 1816)
- 1883 – Édouard René Lefebvre de Laboulaye, francuski pisarz, dziennikarz, polityk (ur. 1811)
- 1896 – Luigi Federico Menabrea, włoski inżynier, matematyk, generał, polityk, premier Włoch (ur. 1809)
- 1897 – John George Dodson, brytyjski arystokrata, polityk (ur. 1825)
- 1899:
  - Rosa Bonheur, francuska malarka, rzeźbiarka (ur. 1822)
  - Emilio Castelar, hiszpański historyk, pisarz, polityk, prezydent Republiki Hiszpańskiej (ur. 1832)
- 1900:
  - Herman Pełka, polski duchowny ewangelicki, pedagog, badacz folkloru mazowieckiego (ur. 1831)
  - Ernest Roze, francuski botanik, mykolog, wykładowca akademicki (ur. 1833)
- 1903 – Marcel Renault, francuski kierowca wyścigowy, przemysłowiec (ur. 1872)
- 1904 – Viktor Merz, szwajcarski chemik, wykładowca akademicki (ur. 1839)
- 1907 – Jan Gebauer, czeski filolog, językoznawca, wykładowca akademicki (ur. 1838)
- 1908 – Ludwik Zygmunt Dębicki, polski ziemianin, pisarz, publicysta (ur. 1843)
- 1910:
  - Lesser Giełdziński, polski kupiec, kolekcjoner pochodzenia żydowskiego (ur. 1830)
  - Stanisław Mieczyński, polski nauczyciel, tłumacz, encyklopedysta, działacz patriotyczny (ur. 1842)
  - Faustyna Morzycka, polska działaczka socjalistyczna i oświatowa, zamachowczyni (ur. 1864)
- 1913:
  - Adam Bochenek, polski lekarz, anatom, histolog, antropolog (ur. 1875)
  - Władysław Łoziński, polski pisarz, historyk (ur. 1843)
  - Alfred Redl, austriacki oficer, agent rosyjski (ur. 1864)
- 1914 – Ferenc Kossuth, węgierski inżynier, polityk (ur. 1841)
- 1915 – Adeline, hrabina Cardigan i Lancastre, brytyjska arystokratka, pisarka, kurtyzana (ur. 1824)
- 1917:
  - Maksim Bahdanowicz, białoruski poeta, prozaik, krytyk literacki, tłumacz, historyk (ur. 1891)
  - René Dorme, francuski pilot wojskowy, as myśliwski (ur. 1894)
  - Józef Friedlein, polski księgarz, wydawca, kolekcjoner, bibliofil, polityk, prezydent Krakowa (ur. 1831)
  - Edward Reszke, polski śpiewak operowy (bas) (ur. 1853)
- 1919 – Karol Kalita, polski pułkownik, uczestnik powstania styczniowego (ur. 1830)
- 1920 – Georg Jarno, węgierski kompozytor operetkowy (ur. 1868)
- 1921:
  - Émile Combes, francuski polityk, premier Francji (ur. 1835)
  - Grigorij Diadczenko, ukraiński malarz (ur. 1869)
- 1922 – Konrad Krzyżanowski, polski malarz, pedagog (ur. 1872)
- 1924 – Lubow Popowa, rosyjska malarka, projektantka (ur. 1889)
- 1926 – Symon Petlura, ukraiński polityk socjaldemokratyczny i narodowy, naczelny dowódca wojsk i prezydent URL, pisarz, dziennikarz, publicysta (ur. 1879)
- 1927:
  - Wołodymyr Baczynski, ukraiński adwokat, polityk (ur. 1880)
  - Augustyn Caloca Cortés, meksykański duchowny katolicki, męczennik, święty (ur. 1898)
  - Krzysztof Magallanes Jara, meksykański duchowny katolicki, męczennik, święty (ur. 1869)
- 1929 – Ernest Monis, francuski polityk, premier Francji (ur. 1846)
- 1930 – Jean-Pierre Rey, francuski duchowny katolicki, misjonarz, arcybiskup tokijski (ur. 1858)
- 1932:
  - Feliks Dutkiewicz, polski prawnik, sędzia, polityk, kierownik Ministerstwa Sprawiedliwości i prokurator naczelny (ur. 1872)
  - Franz von Hipper, niemiecki admirał (ur. 1863)
- 1934:
  - Gustav Holst, brytyjski kompozytor, dyrygent, puzonista, pedagog pochodzenia niemiecko-szwedzkiego (ur. 1874)
  - Peter Kreis, amerykański kierowca wyścigowy (ur. 1900)
  - William Bauchop Wilson, amerykański polityk, sekretarz pracy (ur. 1862)
- 1935 – Ludwik Trexler, polski generał brygady (ur. 1861)
- 1936 – Ján Levoslav Bella, słowacki duchowny katolicki, teolog, kompozytor, dyrygent (ur. 1843)
- 1937:
  - Stanisłau Hajdukiewicz, białoruski architekt (ur. 1876)
  - Artur Otton Spitzbarth, polski architekt (ur. 1854)
  - Ignacy Szebeko, polski prawnik, dyplomata, polityk, członek Rady Państwa Imperium Rosyjskiego, poseł na Sejm RP, dyplomata (ur. 1859)
- 1938:
  - Eugeniusz Godziejewski, polski generał brygady (ur. 1885)
  - Iwan Tuntuł, radziecki polityk (ur. 1892)
- 1939:
  - Joseph Duveen, brytyjski arystokrata, marszand, filantrop pochodzenia holenderskiego (ur. 1869)
  - Frank Watson Dyson, brytyjski astronom, pisarz (ur. 1868)
- 1940:
  - Joe De Grasse, kanadyjski reżyser filmowy (ur. 1873)
  - Władysław Sadłowski, polski architekt (ur. 1869)
- 1942:
  - Anatolij Ananjew, radziecki polityk (ur. 1900)
  - Emanuel Feuermann, austriacki wiolonczelista pochodzenia żydowskiego (ur. 1902)
  - Jerzy Jankiewicz, polski major pilot (ur. 1913)
  - Kuźma Podłas, radziecki generał porucznik (ur. 1893)
  - Ali Rida ar-Rikabi, syryjski i jordański wojskowy, polityk, premier Syrii i Jordanii (ur. 1864)
- 1943:
  - Nils Dardel, szwedzki malarz, rysownik (ur. 1888)
  - Władysław Krzyżagórski, polski hokeista, kupiec (ur. 1911)
  - Olga Niewska, polska rzeźbiarka (ur. 1898)
- 1944:
  - Witold Conti, polski aktor, śpiewak (ur. 1908)
  - Bronisław Makowski, polski piłkarz (ur. 1905)
  - Jacek Przetocki, polski podporucznik, żołnierz AK, cichociemny (ur. 1920)
- 1945:
  - Diemjan Biedny, rosyjski prozaik, poeta, bajkopisarz (ur. 1883)
  - Franz von Bodmann, niemiecki lekarz, funkcjonariusz i zbrodniarz nazistowski (ur. 1908)
  - Vilém Kurz Młodszy, czeski pianista, pedagog (ur. 1872)
  - Ladas Natkevičius, litewski prawnik, dyplomata, polityk (ur. 1893)
- 1946:
  - Włodzimierz Kugler, polski malarz, grafik (ur. 1882)
  - Marcel Petiot, francuski seryjny morderca (ur. 1897)
- 1947:
  - Maryla Lednicka-Szczytt, polska rzeźbiarka (ur. 1893)
  - Johannes Wolf, niemiecki muzykolog, wykładowca akademicki (ur. 1869)
- 1948 – Witold Pilecki, polski rotmistrz kawalerii, współzałożyciel Tajnej Armii Polskiej, żołnierz AK, więzień i organizator ruchu oporu w obozie Auschwitz, autor pierwszych raportów o holokauście (ur. 1901)
- 1949 – Konstantin Zerszczikow, rosyjski pułkownik, emigracyjny publicysta historyczny (ur. 1887)
- 1950:
  - Nicolae Ciupercă, rumuński generał, polityk, działacz antykomunistyczny (ur. 1882)
  - Mieczysław Małek, polski major saperów, samorządowiec, burmistrz Leska (ur. 1885)
  - Friedrich Schilling, niemiecki matematyk, wykładowca akademicki (ur. 1868)
  - Aleksandr Starotorżski, radziecki polityk (ur. 1895)
  - Mario Vergara, włoski duchowny katolicki, misjonarz, męczennik, błogosławiony (ur. 1910)
- 1951:
  - Mykoła Cehelski, ukraiński duchowny greckokatolicki, męczennik, błogosławiony (ur. 1896)
  - Paula Preradović, austriacka poetka, pisarka pochodzenia chorwackiego (ur. 1887)
- 1954:
  - Robert Capa, węgierski fotoreporter pochodzenia żydowskiego (ur. 1913)
  - Władysław Garnowski, polski pułkownik, prawnik, sędzia (ur. 1898)
- 1955 – Juan Vigón, hiszpański generał (ur. 1880)
- 1956 – Johann Radon, austriacki matematyk, wykładowca akademicki (ur. 1887)
- 1957:
  - Hermann Friedmann, polsko-niemiecki filozof, prawnik pochodzenia żydowskiego (ur. 1873)
  - Leo Goodwin, amerykański pływak (ur. 1883)
  - Wacław Kostek-Biernacki, polski pułkownik piechoty, poeta, prozaik, polityk sanacyjny, wojewoda nowogrodzki i poleski, minister (ur. 1884)
  - Teresa Łubieńska, polska porucznik AK, działaczka społeczna (ur. 1884)
  - Anna Pankratowa, radziecka historyk, polityk (ur. 1897)
  - Matti Raivio, fiński biegacz narciarski (ur. 1893)
  - Max Wislicenus, niemiecki malarz, projektant gobelinów (ur. 1861)
- 1958 – Ismail Marzuki, indonezyjski muzyk, kompozytor, poeta (ur. 1914)
- 1959 – Andrew Loomis, amerykański ilustrator, pedagog (ur. 1892)
- 1962:
  - Júlio Dantas, portugalski poeta, prozaik (ur. 1876)
  - Zora Petrović, serbska malarka (ur. 1894)
- 1963:
  - Ġużè Damato, maltański architekt (ur. 1886)
  - Mehdi Frashëri, albański polityk (ur. 1872)
- 1964 – Wasilij Zołotariow, rosyjski kompozytor, pedagog (ur. 1872)
- 1965:
  - Maurice Brocco, francuski kolarz szosowy i torowy (ur. 1885)
  - Bruno Deserti, włoski kierowca wyścigowy (ur. 1942)
  - Adorján Divéky, węgierski historyk literatury, językoznawca, wykładowca akademicki (ur. 1880)
  - Sonny Boy Williamson II, amerykański muzyk bluesowy (ur. 1899)
- 1967:
  - August Kründel, estoński polityk komunistyczny (ur. 1897)
  - Stefan Niewitecki, polski sierżant pilot (ur. 1895)
  - Hubert Ritter, niemiecki architekt, urbanista (ur. 1886)
  - Pietro Sigismondi, włoski duchowny katolicki, arcybiskup, nuncjusz apostolski (ur. 1908)
- 1968:
  - Wasilij Kazakow, radziecki marszałek artylerii, polityk (ur. 1898)
  - Georg von Küchler, niemiecki feldmarszałek,zbrodniarz wojenny (ur. 1881)
  - Tadeusz Stoklasa, polski komandor (ur. 1896)
- 1969 – Stanisław Kopystyński, polski malarz, pedagog (ur. 1893)
- 1970:
  - Christopher Dawson, brytyjski historyk kultury i chrześcijaństwa (ur. 1889)
  - Tom Patey, szkocki wspinacz, pisarz (ur. 1920)
- 1971:
  - Iwan Kirijenko, rosyjski generał, działacz emigracyjny (ur. 1881)
  - Juris Rēdlihs-Raiskums, łotewski piłkarz, trener i sędzia piłkarski (ur. 1890)
- 1972 – Konstantin Nikołajew, radziecki polityk (ur. 1910)
- 1974
  - Donald Crisp, brytyjski aktor, reżyser (ur. 1882)
  - Robert Levasseur, francuski rugbysta (ur. 1898)
- 1975 – Ivan Bukovčan, słowacki pisarz, scenarzysta filmowy (ur. 1921)
- 1977:
  - Tadeusz Beyer, polski chemik, krajoznawca (ur. 1906)
  - Jewgienija Ginzburg, rosyjska pisarka pochodzenia żydowskiego (ur. 1904)
  - Charles Norrie, brytyjski generał, polityk (ur. 1893)
- 1978:
  - Xhafer Deva, albański polityk (ur. 1904)
  - Hugo Helsten, duński gimnastyk (ur. 1894)
  - Theodor Tolsdorff, niemiecki generał (ur. 1909)
- 1979:
  - Roman Chwirot, polski okulista (ur. 1909)
  - (data zaginięcia) Etan Patz, amerykański uczeń (ur. 1972)
  - John Spenkelink, amerykański zabójca (ur. 1949)
- 1981:
  - Edward Barszcz, polski inżynier budowlany, polityk, prezydent Krakowa (ur. 1928)
  - Rosa Ponselle, amerykańska śpiewaczka operowa (sopran) (ur. 1897)
- 1982 – Nikołaj Michajłow, radziecki polityk (ur. 1906))
- 1983:
  - Idris I, król Libii (ur. 1890)
  - Villem-Johannes Jaanson, estoński strzelec sportowy (ur. 1905)
- 1985 – Roman Kaczmarek, polski historyk, archiwista, bibliotekarz (ur. 1912)
- 1986 – Michał Sawicki, polski łucznik (ur. 1909)
- 1987 – Paweł Tuchlin, polski seryjny morderca (ur. 1946)
- 1988 – Karl August Wittfogel, niemiecko-amerykański historyk, geopolityk, ekonomista (ur. 1896)
- 1989 – Jean Despeaux, francuski bokser (ur. 1915)
- 1990 – Ludmiła Siemionowa, rosyjska aktorka (ur. 1899)
- 1991 – Vinko Pintarić, chorwacki seryjny morderca (ur. 1941)
- 1992:
  - Wiktor Griszyn, radziecki polityk (ur. 1914)
  - Gitta Mallasz, węgierska pływaczka, graficzka, pisarka (ur. 1907)
- 1994:
  - Władysław Jędruszuk, polski duchowny katolicki, biskup drohiczyński (ur. 1918)
  - Robert Paverick, belgijski piłkarz (ur. 1912)
  - Alina Ślesińska, polska rzeźbiarka (ur. 1922 lub 26)
- 1995:
  - Élie Bayol, francuski kierowca wyścigowy (ur. 1914)
  - Krešimir Ćosić, chorwacki koszykarz, trener (ur. 1948)
  - Robert Nail, amerykański brydżysta (ur. 1925)
- 1996:
  - Jaroslav Simonides, czeski tłumacz (ur. 1915)
  - Władimir Uchow, rosyjski lekkoatleta, chodziarz (ur. 1924)
- 1998:
  - Ștefan Bănulescu, rumuński pisarz (ur. 1926)
  - José Pedraza, meksykański lekkoatleta, chodziarz (ur. 1937)
- 1999:
  - Hans-Georg Beck, niemiecki historyk, bizantolog (ur. 1910)
  - Hillary Brooke, amerykańska aktorka (ur. 1914)
- 2000:
  - Nicholas Clay, brytyjski aktor (ur. 1946)
  - Francis Lederer, amerykański aktor (ur. 1899)
- 2001:
  - Alberto Korda, kubański fotograf (ur. 1928)
  - Arturo Francisco Maly, argentyński aktor (ur. 1939)
  - Harold Ridley, brytyjski okulista (ur. 1906)
- 2002:
  - Ștefan Augustin Doinaș, rumuński poeta (ur. 1922)
  - Michel Jobert, francuski prawnik, polityk (ur. 1921)
  - Jack Lockett, australijski weteran wojenny, superstulatek (ur. 1891)
  - Nathan Mantel, amerykański statystyk (ur. 1919)
- 2003:
  - Kuno Ruben Gabriel, amerykańsko-izraelski statystyk (ur. 1929)
  - Irena Jurgielewiczowa, polska autorka książek dla dzieci i młodzieży, pedagog (ur. 1903)
  - Jeremy Michael Ward, amerykański inżynier dźwięku (ur. 1976)
- 2005:
  - Věra Komárková, czeska himalaistka (ur. 1942)
  - Ismail Merchant, brytyjski producent filmowy pochodzenia indyjskiego (ur. 1936)
- 2006:
  - Desmond Dekker, jamajski wokalista (ur. 1941)
  - Józef Kopczyński, polski rzeźbiarz (ur. 1930)
- 2007:
  - Laurie Bartram, amerykańska aktorka (ur. 1958)
  - Mirosław Drozdek, polski duchowny katolicki, kustosz sanktuarium Matki Bożej Fatimskiej w Zakopanem (ur. 1942)
- 2008:
  - Józef Dankowski, polski pilot szybowcowy, trener (ur. 1927)
  - Jacek Drela, polski trener kick-boxingu (ur. 1954)
  - Camu Tao, amerykański raper (ur. 1977)
- 2009:
  - Maria Ciach, polska lekkoatletka, oszczepniczka (ur. 1933)
  - Ivan van Sertima, amerykański dziennikarz, afrykanista pochodzenia gujańskiego (ur. 1935)
  - Wacław Urban, polski historyk, wykładowca akademicki (ur. 1930)
- 2010:
  - Aleksander Benczak, polski aktor (ur. 1923)
  - Siphiwo Ntshebe, południowoafrykański śpiewak operowy (tenor) (ur. 1974)
- 2011:
  - Lillian Adams, amerykańska aktorka (ur. 1922)
  - Leonora Carrington, brytyjska pisarka, malarka (ur. 1917)
  - Andrzej Gronau, polski operator filmowy (ur. 1931)
  - Terry Jenner, australijski krykiecista (ur. 1944)
  - Marek Nawara, polski polityk, samorządowiec, marszałek województwa małopolskiego (ur. 1956)
  - Miroslav Opsenica, serbski piłkarz (ur. 1981)
  - Edward Żentara, polski aktor (ur. 1956)
- 2012:
  - Robert Fossier, francuski historyk, wykładowca akademicki (ur. 1927)
  - Keith Gardner, jamajski lekkoatleta, sprinter i płotkarz (ur. 1929)
  - Edoardo Mangiarotti, włoski szpadzista, florecista (ur. 1919)
- 2013 – Jan Szewczyk, polski działacz muzyczny (ur. 1934)
- 2014:
  - Wojciech Jaruzelski, polski generał armii, działacz komunistyczny, polityk, minister obrony narodowej, I sekretarz KC PZPR, przewodniczący Rady Państwa, premier PRL i prezydent RP (ur. 1923)
  - Herb Jeffries, amerykański aktor, wokalista jazzowy i country (ur. 1913)
  - Toaripi Lauti, tuwalski polityk, premier Tuvalu (ur. 1928)
  - Matthew Saad Muhammad, amerykański bokser (ur. 1954)
  - Washington César Santos, brazylijski piłkarz (ur. 1960)
  - Malcolm Simmons, brytyjski żużlowiec (ur. 1946)
- 2015 – Wanda Krystyna Kalińska, polska dyplomatka (ur. 1946)
- 2016:
  - Giacomo Barabino, włoski duchowny katolicki, biskup Ventimiglia-San Remo (ur. 1928)
  - Horacio Ernesto Benites Astoul, argentyński duchowny katolicki, biskup pomocniczy Buenos Aires (ur. 1933)
  - Juliusz Loranc, polski pianista, kompozytor (ur. 1937)
  - József Tempfli, rumuński duchowny katolicki, biskup Oradea Mare (ur. 1931)
- 2019:
  - Joseph Galante, amerykański duchowny katolicki, biskup Camden (ur. 1938)
  - Zygmunt Matuszak, polski historyk wojskowości (ur. 1950)
  - Nicolae Pescaru, rumuński piłkarz, trener (ur. 1943)
- 2020:
  - Marcelo Campanal, hiszpański piłkarz (ur. 1932)
  - Hyun Soong-jong, południowokoreański polityk, premier Korei Południowej (ur. 1919)
  - Renate Krößner, niemiecka aktorka (ur. 1945)
  - Paolo Mietto, włoski duchowny katolicki, wikariusz apostolski Napo (ur. 1934)
  - Antoni Pieniążek, polski prawnik, polityk, poseł na Sejm RP (ur. 1940)
  - Balbir Singh, indyjski hokeista na trawie (ur. 1923)
  - Vadão, brazylijski trener piłkarski (ur. 1956)
- 2021:
  - Jáchym Bulín, czeski skoczek narciarski (ur. 1934)
  - Tõnu Kilgas, estoński aktor (ur. 1954)
  - Krikor Bedros XX Ghabroyan, syryjski duchowny, patriarcha Kościoła katolickiego obrządku ormiańskiego (ur. 1934)
  - José Melitón Chávez, argentyński duchowny katolicki, biskup Añatuya i Concepción (ur. 1957)
  - John Warner, amerykański prawnik, wojskowy, polityk, senator, sekretarz Marynarki Wojennej (ur. 1927)
- 2022:
  - Luis Eichhorn, argentyński duchowny katolicki, biskup Morón (ur. 1942)
  - Zenon Krzywański, polski biolog, fizjolog roślin, wykładowca akademicki (ur. 1928)
  - Bogdan Rydzewski, polski otorynolaryngolog, wykładowca akademicki (ur. 1942)
- 2023:
  - Jewgienij Chacej, rosyjski hokeista, działacz sportowy (ur. 1976)
  - Victor Manuel Contreras, meksykański rzeźbiarz, malarz (ur. 1941)
  - Riad Haidar, polski pediatra, działacz społeczny, samorządowiec, polityk, poseł na Sejm RP (ur. 1951)
  - Maciej Kujawski, polski aktor (ur. 1953)
- 2024:
  - Janisa Johnson, amerykańska siatkarka (ur. 1991)
  - Frans Kuijpers, holenderski szachista (ur. 1941)
  - Igor Ostrowski, polski prawnik, ekspert rynku telekomunikacji i nowych technologii (ur. 1971)
  - Paweł Rogiński, polski inżynier, polityk, poseł na Sejm kontraktowy (ur. 1940)
  - Johnny Wactor, amerykański aktor (ur. 1986)
- 2025:
  - Jacek Bolechowski, polski architekt (ur. 1939)
  - Marie Tomášová, czeska aktorka (ur. 1929)
  - John Vlazny, amerykański duchowny katolicki, biskup pomocniczy Chicago, biskup Winony, arcybiskup metropolita Portlandu (ur. 1937)